# تييري فام
تييري فام (بالفرنسية: Thierry Pham)‏ مواليد 28 أبريل 1962 في ليون، هو لاعب كرة مضرب فرنسي سابق وكان يلعب باليد اليمنى. أعلى تصنيف له في الفردي كان المركز الـ 179 في سنة 1986. أعلى تصنيف له في الزوجي كان المركز الـ 163 في سنة 1987.

## روابط خارجية
- تييري فام على موقع رابطة محترفي التنس (الإنجليزية)
- تييري فام على موقع الاتحاد الدولي لكرة المضرب (الإنجليزية)
- تييري فام على موقع خلاصة التنس.كوم (الإنجليزية)